# 매직어드벤처
《매직 어드벤처-더 크리스탈 오브 다크》(영어: Magic Adventures-The Crystal of Dark)는 KBS와 홍당무, 스튜디오 더블유바바의 공동제작 애니메이션이다. 2011년에 발행된 아동용 만화《MAGIC ADVENTURES》를 원작으로 한다. 대한민국의 KBS1TV에서 2016년 5월 5일 선행방영을 했으며, 같은 해 9월 24일부터 2017년 10월 14일까지 매주 토요일 오후 2시 30분에 방영했다.

## 개요
(주) 이퓨처에서 나온 같은 이름의 영어 학습 만화를 원작으로 한 것으로, 매직랜드의 올리비아가 여러 친구들을 만나면서 어려움을 극복하고 성장하는 이야기이다.

### 방송 일시
| 방송 채널 | 방송일                             | 방송 시간 |
| --------- | ---------------------------------- | --------- |
| KBS 1TV   | 2016년 5월 5일                     | 종료      |
| KBS 1TV   | 2016년 9월 24일 ~ 2017년 10월 14일 | 종료      |

## 등장 인물

### 매직키즈
- 올리비아: 물의 마법사이자 바이올렛 캐슬에 살고있는 공주, 다크의 저주를 풀기위해 지구에 살고있는 잭과 벨라 다크의 마법으로 강아지가 된 불의 마법사 에이스(벤스)와 바람의 마법사 칸과 함께 모험을 떠난다.
- 잭: 지구에 살고있는 소년, 기발하고 명석하지만 소심하고 겁이 많다. 부모님을 구하기 위해 발명품이들어간 스쿠터백과 광선검처럼 활용할 수 있는 손전등으로 친구들을 도와주고 있다. 실수를 많이한다.
- 벨라: 잭의 여동생, 오빠인 잭과 달리 쾌활하고 적극적인 성격을 가지고있어서 오빠를 챙겨준다. 땅의 마법으로 적의 공격을 방어한다.
- 에이스(=벤스): 잭이 키우는 강아지, 사실 그는 불의 마법사 벤스였는데 다크의 마법으로 인해 강아지(에이스)가 되어버렸다. 평소에는 먹는것을 너무 밝히고 수다를 많이 떨지만 불의 마법은 그대로 쓰고있다.
- 칸: 바람의 마법사, 진중하고 과묵한 성격을 지닌 사자. 에이스와는 앙숙관계이다. 빠른 스피드와 고함으로 바람을 일으키고 가방으로 변신하는 능력을 가졌다.

#### 지구에 사는 인물들
- 에릭: 잭과 벨라의 아빠이자 발명가.
- 린다: 잭과 벨라의 어머니이자 의사. 자식들을 엄격하게 가르친다.
- 샘: 겁이 많지만 친절한 성격이며, 잭에게 많은 조언을 하는 절친이다.
- 악동 3인방(브래드, 스티브, 데일): 잭을 괴롭히는 학생들이다.

#### 매직랜드
- 미르 왕: 매직랜드의 왕이자 올리비아의 아버지, 감성이 풍부하고 가족애가 강해서 자신의 딸인 올리비아가 다치는 것을 싫어한다.
- 파우나 왕비: 매직랜드의 왕비이자 올리비아의 어머니, 타고난 현명함과 자애로움으로 많은 이들에게 존경을 받는 왕비이다. 다크의 침략에 맞서 올리비아에게 크리스탈을 찾을 마법거울을 맡긴다.
- 씽씽&핑핑: 장난감 마을에 사는 인물들, (씽씽은 파란색, 핑핑은 분홍색), 씽씽은 말 끝에 '씽씽'이라는 말을 붙이고 다니며, 핑핑은 씽씽의 여자친구이다.
- 조이: 과일마을에 살고있는 인물, 처음에 스위트의 최면에 걸렸지만 매직키즈의 도움으로 정신을 차린 후 과일마을을 지키려고 한다. 사과 할머니의 손자.
- 흰 수염: 돌의 마을에서의 기사. 겉은 허풍이 심하지만 사실 속은 마음씨가 따뜻한 기사이다.
- 우디: 눈(나무)의 마을에 사는 인물, 불의 마법사인 벤스를 존경한다. 손재주가 넘치고 눈싸움총을 들고 다닌다. 한때 엄마를 얼린 어둠의 기사단때문에 주변에 함정을 설치했다.
- 버틀러: 바이올렛 캐슬의 꼬마시종, 미르 왕과 파우나 왕비에게 밖으로 안내하다가 다크의 마법으로 쥐가 되었다.
- 바바: 태양마을에 사는 인물, 남의 물건을 훔치는 좋지 않는 버릇을 가지고 있다. 잭과 라이벌이기도 하다.
- 팀파니&플루트: 음악 마을에 사는 인물. 각자 악기를 들고다니는 쌍둥이 자매. 팀파니는 명랑한 성격을 가지고 있는 반면 플루트는 소심한 성격을 가지고 있다.
- 쿡: 바이올렛 캐슬의 요리사.

#### 어둠의 기사단
- 해머: 어둠의 광산에서 강제로 장난감 마을 사람들을 노역을 시키고 있다. 자신을 3인칭으로 말한다.
- 스위트: 과일 마을에서의 어둠의 기사단. 달콤한 과자로 온갖 사람들을 현혹해서 조종할 수 있다.
- 토네이도: 돌의 마을에서의 어둠의 기사단. 능글맞은 말투를 쓰며, '예쁜이'라는 바람총으로 마을을 엉망으로 만든다.
- 아이스: 눈의 마을에서의 어둠의 기사단. 자신이 가장 아름답다며 잘난척을 한다. 얼음 화살을 쏘아 주위를 꽁꽁 얼려버린다.
- 판타지: 어느 공터의 어둠의 기사단 꿈을 조종하는 능력을 비롯해 큰 나무로 인형을 만들고, 분신술을 쓰는 마법을 쓰는 등 거침없는 성격이다.
- 팬텀: 태양 마을에서의 어둠의 기사단. 지금까지의 어둠의 기사단 중에서 가장 사나우며, 그림자 청소기로 사람의 그림자를 빼앗아 사람을 보이지 않게 만들 수 있다.
- 노이즈: 음악마을에 등장한 어둠의 기사단. 락 가수를 뺨치는 외모와 말투에 기타를 강력한 소음으로 연주하고 음표와 음파공격으로 목소리를 빼앗을 수 있다.

### 악역
- 다크(=데빈): 매직랜드를 식민지처럼 다스리려는 지배자, 사실 그는 매직랜드의 의사 데빈이였는데 '침묵의 서'라는 책의 힘때문에 어둠의 마법사로 세뇌를 당했다. 인간계까지 넘보는 제국주의적 성향을 가진 인물이다.
- 쉐도우맨: 유령 모양을 하고 있으며 다크와 어둠의 기사단의 지시를 따른다. 빛에 약하다.
- 쉐도우 몬스터:쉐도우맨과 같지만 쉐도우맨의 한층더 업그레이드 버전이다. 빛에도 끄떡없고 미사일을 발사한다.
- 쉐도우 자이언트: 쉐도우맨들이 마법의 크리스탈의 힘을 받고 한 몸으로 합체한 몬스터다.

## 목소리 출연
- 김서영: 올리비아
- 심규혁: 잭, 섀도맨3
- 김자연: 벨라, 우디 엄마
- 이장원: 에이스
- 민응식: 칸
- 최한: 다크
- 이현: 미르 왕, 해머, 섀도맨1
- 이소영: 파우나 왕비, 데일
- 최승훈: 에릭(잭 아빠), 씽씽, 스위트, 샘, 섀도맨2
- 김율: 린다(잭 엄마)
- 김명준: 스티브
- 사문영: 핑핑, 사과 할머니
- 박고운: 조이
- 이인성: 흰 수염
- 채민지: 우디
- 은정: 버틀러
- 조현정: 바바
- 강시현: 팀파니, 플루트
- 신용우: 쿡
- 김도영: 토네이도
- 하성용: 아이스
- 박신희: 판타지
- 소정환: 팬텀
- 권창욱: 노이즈

## 방영 목록 및 시청률
| 회차       | 제목                      | 방송 일자        | 시청률 |
| ---------- | ------------------------- | ---------------- | ------ |
| 특선       | 더 크리스탈 오브 다크     | 2016년 5월 5일   | 2.1%   |
| 1화        | 차원의 문                 | 2016년 9월 24일  | 0.6%   |
| 2화        | 마녀 모자를 쓴 전학생     | 2016년 10월 1일  | 0.7%   |
| 3화        | 매직랜드의 공주           | 2016년 10월 8일  | 0.5%   |
| 4화        | 가자, 매직랜드로!         | 2016년 10월 15일 | 0.7%   |
| 5화        | 말하는 장난감             | 2016년 10월 22일 | 0.8%   |
| 6화        | 에이스의 비밀             | 2016년 10월 29일 | 0.3%   |
| 7화        | 레드 라이온의 수수께끼    | 2016년 11월 5일  | 0.6%   |
| 8화        | 어둠의 광산을 향하여!     | 2016년 11월 12일 | 1.1%   |
| 9화        | 무시무시한 해머의 공격    | 2016년 11월 19일 | 0.6%   |
| 10화       | 모두 모인 마법사의 후예들 | 2016년 11월 26일 | 0.7%   |
| 11화       | 어둠의 마법사 다크        | 2016년 12월 3일  | 0.6%   |
| 12화       | 여기가 아이들의 천국?     | 2016년 12월 10일 | 0.8%   |
| 13화       | 잃어버린 사과             | 2016년 12월 17일 | 0.8%   |
| 14화       | 솜사탕에 홀린 에이스      | 2016년 12월 24일 | 1.0%   |
| 15화       | 해피해피 슈가 풍차        | 2016년 12월 31일 | 1.1%   |
| 16화       | 할머니의 사과가 최고!     | 2017년 1월 7일   | 0.3%   |
| 17화       | 공포의 회오리바람         | 2017년 1월 14일  | 0.5%   |
| 18화       | 허풍쟁이 흰 수염 아저씨   | 2017년 1월 21일  | 0.4%   |
| 19화       | 용기의 벽을 찾아서        | 2017년 2월 4일   | 0.3%   |
| 20화       | 칸이 사라졌다             | 2017년 2월 11일  | 0.5%   |
| 21화       | 진정한 용기               | 2017년 2월 18일  | 0.5%   |
| 22화       | 얼어붙은 마을             | 2017년 3월 4일   | 0.5%   |
| 23화       | 실수 연발 에이스          | 2017년 3월 18일  | 0.3%   |
| 24화       | 위험천만 얼음 미로        | 2017년 3월 25일  | 0.2%   |
| 25화       | 아이스의 습격             | 2017년 4월 1일   | 0.9%   |
| 26화       | 얼음의 탑                 | 2017년 4월 8일   | 0.5%   |
| 27화       | 위대한 불의 마법사        | 2017년 4월 15일  | 0.7%   |
| 28화       | 왕과 왕비의 대탈출!       | 2017년 4월 22일  | 0.4%   |
| 29화       | 매직랜드가 모두 꿈?       | 2017년 4월 29일  | 0.6%   |
| 30화       | 꿈 속에 갇힌 잭           | 2017년 5월 6일   | 0.6%   |
| 31화       | 잭, 어서 일어나!          | 2017년 5월 13일  | 0.4%   |
| 32화       | 진짜 판타지를 찾아라!     | 2017년 5월 20일  | 0.8%   |
| 33화       | 해가 지지 않는 마을       | 2017년 5월 27일  | 0.7%   |
| 34화       | 사라진 그림자를 찾아서!   | 2017년 6월 3일   | 0.5%   |
| 35화       | 팬텀의 그림자 요새        | 2017년 6월 10일  | 0.5%   |
| 36화       | 그림자 되찾기 대작전!     | 2017년 6월 17일  | 0.3%   |
| 37화       | 넌 날 수 있어! 올리비아!  | 2017년 6월 24일  | 0.5%   |
| 38화       | 즐거운 마을의 비밀        | 2017년 7월 1일   | 0.3%   |
| 39화       | 노이즈의 기타 공격        | 2017년 7월 8일   | 0.6%   |
| 40화       | 멜로디 동굴로 가는 길     | 2017년 7월 15일  | 0.5%   |
| 41화       | 빼앗긴 목소리             | 2017년 7월 22일  | 0.7%   |
| 42화       | 하나된 목소리로!          | 2017년 7월 29일  | 0.5%   |
| 43화       | 어둠 속의 바이올렛 캐슬   | 2017년 8월 5일   | 0.4%   |
| 44화       | 섀도맨의 추격             | 2017년 8월 12일  | 0.4%   |
| 45화       | 다크의 감옥에서 탈출하라! | 2017년 8월 19일  | 0.4%   |
| 46화       | 공포의 모래시계           | 2017년 8월 26일  | 0.5%   |
| 47화       | 다시 열린 차원의 문       | 2017년 9월 2일   | 0.7%   |
| 48화       | 마지막 크리스탈           | 2017년 9월 9일   | 0.6%   |
| 49화       | 박물관의 위기             | 2017년 9월 16일  | 0.3%   |
| 50화       | 7개의 크리스탈            | 2017년 9월 23일  | 0.6%   |
| 51화       | 서로의 힘을 하나로 모아!  | 2017년 9월 30일  | 0.5%   |
| 최종화(52) | 우리들의 소원             | 2017년 10월 14일 | 0.6%   |

## 제작진
오프닝 크레딧
- 책임프로듀서: 김정중→김서호
- 프로듀서: 이순주
- 제작총괄: 강호양, 이홍주
- 감독: 김진철
- 원작: Jason Wilburn, Casey Kim, 정재환
- 기획프로듀서: 전수진
- 제작프로듀서: 윤유병
- 제작관리: 엄효섭, 서창범, 김빈원
- 마케팅: 김승현, 한경진, 최다혜
- 마케팅 디자인: 곽도수, 박승준, 김민석, 강비오, 이대원
- 라인프로듀서: 류도열, 김준석, 이대화
- 제작진행: 이지영, 유리
- 원작도서: Magic Adventures, (주)이퓨쳐, (주)홍당무
- 시나리오: 스토리몽키 - 이아연, 정유리, 김지현
- 스토리 컨설턴트: Ralph Sosa
- 영문스크립트&검수: Jayne Lee, Gabriel Allison
- 스토리보드: 아트플러스엠_김삼채, 허재선, 이영기, 차정연, 김부용, 이동은
- 아트디렉터: 박찬신
- 캐릭터/배경 디자인: 박수진, 백소희, 윤수지
- 사운드/음악: 레전드사운드
- 사운드감독: 이영빈
- 사운드디자인: 위홍, 이진환, 이정경
- 음악감독: 양광섭, 조성수
- 주제가: 「키 오브 매직」 (Key of Magic)
- 작사·곡: MGMZ
- 믹스: 김한구 Sound Pool
- 노래: 샤이니(Shinee)_키(Key)
- 제작지원: 한국콘텐츠진흥원
- 상품화지원: SBA(서울애니메이션센터)
- 제작투자: (주)교보문고, (주)이퓨쳐, 우리인베스트먼트, 센트럴투자 파트너스

엔딩 크레딧
- 녹음연출: 박선영
- 녹음: 토키미디어 - 이현민, 이초롱
- 모델링/맵핑 팀장: 장용환, 장용훈
- 모델링/맵핑: 장용훈, 장서윤, 김지나, 하오, 딜런, 엘번, 칸룬
- 리깅: 이지
- 애니메이션 팀장: 이슬기, 김치관, 김동준, 이혜민, 한우섭
- 애니메이션: 이상민, 박소희, 김민지, 정보영, 김선민, 김미진, 조은희, 권은진, 전수현, 최주은, 노보람, 조우진, 김문식, 채수정, 강윤슬, 양강균, 송혜옥, 유영훈, 최정은, 신한수, 김지향, 박지연, 이루리, 이소진, 박지영, 원유석, 정종현, 손샤론, 손예나, 조현수, 김범석, 박지현, 이성국, 이아름, 한윤희, 김은비, 윤효상, 김미정, 탄분핑, 웬먼, 노스, 코리, 제이훼이, 페이펀, 카이신, 나오키, 후이즈, 챠우신, 웨디, 용, 윌리, 안드로스, 카순, 알렉스, 엔용, 치펑, 루피, 샤린
- 3D 스테레오스코픽 감독: 윤유병
- 3D 스테레오스코픽: 최민석, 연경흠
- 영상편집: 김진철
- 슈퍼바이저: 임경훈
- 이펙트/합성/랜더링 팀장: 김대진, 정승원, 이정균
- 이펙트/합성/랜더링: 구요한, 김형철, 이현재, 오세진, 정재환, 김대훈, 유진희, 임수빈, 문정아, 김지원, 남태희, 채송연, 이효진, 유천, 티모시
- 홍보: 안현기, 최승주
- 편집감독: 유운모
- 컴퓨터그래픽: 황은서
- 연출: 이순주
- 공동제작: KBS, HONG DANG MOO, STUDIO W.BABA

## 결방 및 편성안내
- 2017년 2월 25일: 2017 삿포로 동계아시안 게임 중계방송이 방영되는 관계로 인해 결방했다.
- 2017년 3월 11일: 다큐드라마 한국사기 재방송이 방영되는 관계로 인해 결방했다.
- 2017년 10월 7일: 추석특집 내 마음의 선생님이라는 프로그램이 방영되는 관계로 인해 결방했다.